# Tupasaari (ö i Södra Karelen, Villmanstrand, lat 60,99, long 27,73)
Tupasaari är en ö i Finland. Den ligger i sjön Kivijärvi och i kommunen Luumäki i den ekonomiska regionen  Villmanstrands ekonomiska region  och landskapet Södra Karelen, i den södra delen av landet, 180 km nordost om huvudstaden Helsingfors. Öns area är 2,1 hektar och dess största längd är 290 meter i nord-sydlig riktning.